# Lupión
Lupión er en by og kommune i det sydlige Spanien i provinsen Jaén. Den har et indbyggertal på 806 (2024) indbyggere.